# Annet Mahendru
Anita Devi "Annet" Mahendru (Kabul, Afganistán; 21 de agosto de 1989) es una actriz afgana, más conocida por su papel como Nina Sergeevna Krilova en la serie de época del canal FX The Americans (2013-2016).

## Biografía
Es hija de Olga y Ghanshan "Ken" Mahendru. Su madre es una empresaria y artista rusa y su padre es un periodista indio. Vivió lo que ella llama una "infancia nómada", viajando regularmente entre San Petersburgo y Frankfurt antes de mudarse con su padre a East Meadow, Nueva York cuando tenía 13 años y luego de que sus padres se separaran.
Asistió al East Meadow High School, donde fue activa en la competencia de porristas y en el equipo de Las Rockettes, luego se graduó en 2004. Luego continuó estudiando hasta obtener una licenciatura en inglés de la St. John's University.
Habla con fluidez el alemán, el ruso y el inglés, y también habla francés, persa e hindi En un principio quería usar su "ambigüedad étnica" para trabajar en las Naciones Unidas. Luego se inscribió en la Universidad de Nueva York para una Maestría en relaciones internacionales, pero abandonó la carrera para dedicarse a la actuación. Después se mudó a Los Ángeles y estudió improvisación en la compañía y escuela de teatro The Groundlings.

## Carrera
Comenzó su carrera actoral en 2006, apareciendo en un episodio de la comedia de situación Love Monkey, un episodio de la serie de drama Conviction, un spin-off de la franquicia Law & Order, y el corto The Art of Love. El año siguiente, ella apareció en un episodio de la serie de comedia dramática del canal HBO Entourage. Sus papeles importantes llegaron en 2011, en los episodios de las sitcoms de Big Time Rush y 2 Broke Girls. En 2012, protagonizó un episodio de la serie Mike & Molly.
En 2013 comenzó a interpretar el personaje recurrente de Nina Sergeevna en el drama del canal FX The Americans, apareció en un episodio de la serie de crimen White Collar e interpretó a la Agente Rosen en dos episodios del drama criminal The Blacklist. También participó en su primera película, Escape from Tomorrow, la que llamó la atención porque la mayor parte fue filmada en la localización del Walt Disney World y Disneyland sin permiso de The Walt Disney Company, propietaria y operadora de ambos parques.
En 2014 fue promovida a personaje regular en la segunda temporada de The Americans. también participó en la película Bridge and Tunnel, ese año ella tuvo un rol de voz para la película animada Los pingüinos de Madagascar, y en 2016 como actriz invitada en la miniserie The X-Files como Sveta, una posible ovni abducida. Actualmente se desempeña como Nafisa Al-Qadi en las series del canal FX Tyrant.
Protagonizó la película independiente Sally Pacholok (2015), que ganó un premio como mejor película en el Festival de Cine Independiente de Washington D. C.
Mahendru protagoniza el séptimo episodio de la serie antológica The Romanoffs, que se estrenó en Amazon Prime Video el 16 de noviembre de 2018.

## Vida personal
Mahendru está casada con Louie Gibson, un escritor y director australiano e hijo del actor Mel Gibson. La pareja tiene un hijo, nacido en 2018.

## Filmografía

### Cine
| Año  | Título                          | Papel           | Notas         |
| ---- | ------------------------------- | --------------- | ------------- |
| 2006 | The Art of Love                 | Kala            | Cortometraje  |
| 2008 | El Padrino 2                    | Esposa de Serge | -             |
| 2009 | Erza: Fear of a Faceless God    | Erza            | -             |
| 2010 | Ungu                            | Narradora       | Cortometraje  |
| 2010 | Duel of the Overmen             | Ausler          | Cortometraje  |
| 2011 | El Padrino II: Border Intrusion | Esposa de Serge | -             |
| 2011 | American Badass: Bernie's Back! | Janet           | -             |
| 2011 | The Hollow                      | Katie           | Cortometraje  |
| 2011 | Missed Call                     | Steph           | Cortometraje  |
| 2011 | Love, Gloria                    | Katie           | -             |
| 2011 | Almaz                           | Natasha         | Cortometraje  |
| 2012 | Got Rights?                     | Mujer Afgana    | Cortometraje  |
| 2012 | Captain Planet 4                | Scripty         | Cortometraje  |
| 2013 | Escape from Tomorrow            | Isabelle        | -             |
| 2013 | Metropolitan Stories            | Esmeralda       | Cortometraje  |
| 2014 | Bridge and Tunnel               | Kelly Jones     | -             |
| 2014 | Smokey Eyes                     | Barbara         | Cortometraje  |
| 2014 | Penguins of Madagascar          | Eva             | Actriz de Voz |
| 2015 | Sally Pacholok                  | Sally Pacholok  | -             |

### Televisión
| Año       | Título                         | Papel                   | Notas |
| --------- | ------------------------------ | ----------------------- | --- |
| 2006      | Love Monkey                    | Groupie                 | Episodio: "The Onone That Got Away"                                                                          |
| 2006      | Conviction                     | Camarera                | Episodio: "180.80"                                                                                           |
| 2007      | Entourage                      | Novia Francesa          | Episodio: "The Cannes Kids"                                                                                  |
| 2011      | Torchwood: Web of Lies         | Piloto                  | Voz del episodio: "Missing Day: Part 1"                                                                      |
| 2011      | Big Time Rush                  | Princesa Svetlana       | Episodio: "Big Time Wedding"                                                                                 |
| 2011      | 2 Broke Girls                  | Robin                   | Episodio: "And the Pop-Up Sale"                                                                              |
| 2012      | Mike & Molly                   | Auxiliar de vuelo       | Episodio: "The Honeymoon is Over"                                                                            |
| 2013      | The Blacklist                  | Agente Rosen            | 2 episodios                                                                                                  |
| 2013      | White Collar                   | Katya                   | Episodio: "Ice Breaker"                                                                                      |
| 2014      | Grey's Anatomy                 | Ana                     | Episodio: "Only Mama Knows"                                                                                  |
| 2015      | The Following                  | Eliza                   | 4 episodios                                                                                                  |
| 2016      | The X-Files                    | Sveta                   | Episodio: "My Struggle: Part 1"                                                                              |
| 2013–2016 | The Americans                  | Nina Sergeevna Krilova  | 42 episodios Nominada a los Critics' Choice Television Award a la mejor actriz de reparto en serie dramática |
| 2016      | Tyrant                         | Nafisa Al-Qadi          | 9 episodios                                                                                                  |
| 2017      | Neo Tokio                      | Mila Malevich           | 2 episodios                                                                                                  |
| 2018      | Lethal Weapon                  | Layla Khudari           | Episodio: "Get the Picture"                                                                                  |
| 2018      | The Romanoffs                  | Elena Evanovich         | Episodio: "End of the Line"                                                                                  |
| 2020-2021 | The Walking Dead: World Beyond | Jennifer "Huck" Mallick | 18 episodios                                                                                                 |
| 2020      | Prodigal Son                   | Fiona                   | Episodio: "Scheherazade"                                                                                     |